# Eriauchenius gracilicollis
Eriauchenius gracilicollis là một loài nhện trong họ Archaeidae. Loài này phân bố ở Madagascar.